# Mitchell LaValley
Mitchell LaValley (nacido el 3 de marzo de 1997) es un luchador profesional estadounidense. Actualmente trabaja para WWE, donde se presenta en la marca NXT bajo el nombre de ring Channing "Stacks" Lorenzo, donde actualmente es el campeón de la Copa Heritage de NXT, siendo este su primer reinado. También ha sido Campeón en Pareja de NXT en dos ocasiones.

## Carrera como luchador profesional

### Training and early WWE appearances (2014–2019)
En 2014, LaValley ganó el concurso "Show Us Your Superstar" ("Muéstranos a tu superestrella") de WWE cuando tenía 18 años, grabando una serie de videos en el WWE Performance Center antes del evento SummerSlam. LaValley fue entrenado por Jacobs, Tom Prichard y la Wrestling Academy. Bajo el nombre de ring Jake Tucker, LaValley hizo su debut profesional el 24 de agosto de 2019, derrotando a Sean Stephens. También apareció en el episodio de Raw del 2 de diciembre como talento complementario, usando el nombre de Mitchell Lyons y haciendo equipo con Mark Sterling, perdiendo contra el equipo de The Viking Raiders (Erik e Ivar).

### All Elite Wrestling (2021)
Tucker apareció en All Elite Wrestling (AEW) en el episodio del 15 de junio de 2021 de Dark, perdiendo ante Frankie Kazarian. También luchó en el episodio del 13 de julio de Dark, perdiendo ante The Blade.

### WWE (2022–present)
El 17 de marzo de 2022, LaValley firmó un contrato de desarrollo con WWE y fue asignado al Performance Center. LaValley Bajo el nombre de Channing "Stacks" Lorenzo, debutó en el episodio del 19 de abril de NXT, junto a Troy "Two Dimes" Donovan, atacando a Santos Escobar durante una lucha. La semana siguiente en NXT, Tony D'Angelo, con la personalidad de un mafioso italoamericano y líder del grupo The D'Angelo Family, los presentó como sus secuaces, estableciéndolos como villanos (heels). El 4 de junio, en NXT In Your House, The D'Angelo Family derrotó al Legado del Fantasma, y según la estipulación, Legado del Fantasma tuvo que unirse a ellos. Luego del despido de Two Dimes, en el episodio del 2 de agosto de NXT, Lorenzo y D'Angelo enfrentaron a The Creed Brothers por el Campeonato en Parejas de NXT, pero perdieron luego de que Escobar traicionara a D'Angelo.
En NXT Stand & Deliver, el 1 de abril de 2023, Lorenzo y D'Angelo, ahora como faces, no lograron ganar los Campeonatos en Pareja en una lucha triple amenaza. En NXT: The Great American Bash, Lorenzo y D'Angelo derrotaron a Gallus (Wolfgang y Mark Coffey) para ganar los Campeonato en Parejas de NXT, marcando el primer campeonato en su carrera. En NXT: Halloween Havoc, el 24 de octubre, perdieron los títulos ante Chase University (Andre Chase y Duke Hudson).

## Vida personal
LaValley se graduó en 2019 de la Universidad Estatal de Carolina del Norte (NC State University), con una licenciatura en ingeniería mecánica.

## Campeonatos y logros
- WWE
  - NXT Heritage Cup (1 vez, actual)
  - NXT Tag Team Championship (2 veces) - con Tony D'Angelo (2)